# 中华人民共和国对外贸易经济合作部
中华人民共和国对外贸易经济合作部，是中华人民共和国国务院曾經存在的部門，負責對外貿易事務。1982年，由进出口管理委员会、对外贸易部、对外经济联络部和外国投资管理委员会四個單位合併，設立对外经济贸易部，主管中國對外貿易。1993年3月16日，第八届全国人民代表大会第一次会议决定，撤銷对外经济贸易部，新設对外贸易经济合作部。它的工作职能，基本延续了之前的机构，主要負責對外貿易事務。2003年3月，第十届全国人民代表大会第一次会议决定，在对外贸易经济合作部和原国家经济贸易委员会的基础上，组建中华人民共和国商务部。

## 历任部长

### 对外经济贸易部部长
1. 陈慕华（1982年3月-1985年3月）
2. 郑柘彬（1985年3月-1990年11月）
3. 李岚清（1990年11月-1993年3月）

### 对外贸易经济合作部部长
1. 吴　仪（1993年3月-1998年3月）
2. 石广生（1998年3月-2003年3月）

## 组织结构

### 内设职能机构
- 办公室（办公室、秘书一处、秘书二处、秘书三处、综合信息处、通信处、档案处、保密处、机要处）
- 政策体制司（办公室、综合政策研究处、外贸体改综合处、外贸体改规划处、文件起草处、新闻处刊物处）
- 人事教育劳动司（干部一处、干部二处、干部三处、干部四处、干部五处、干部六处、劳动工资处、机构编制处、干部培训处、学校教育处、保卫处、办公室）
- 综合计划司（办公室、出口计划处、以进养出处、进口计划处、规划基地处、外资计划处、外经计划处、统计处、外汇处、物价处）
- 财务会计司（基建处、外经财务处、会计处、外贸财务处、制度处、企业管理处、经济调节处、办公室）
- 对外贸易管理司（出口管理处、进口管理处、配额管理处、公司管理处、外商管理处、商标管理处、综合处、办公室）
- 进出口司（综合处、出口贸易处、进口贸易处、苏东贸易处、港澳贸易处、对资贸易处、灵活贸易处、运输管理处、办公室）
- 对台经贸关系司（综合调研处、贸易管理处、台湾投资政策处）
- 欧洲司（办公室、一处、二处、三处、四处、五处、六处）
- 亚洲非洲司（办公室、一处、二处、三处、四处、五处、六处）
- 美洲大洋洲司（办公室、一处、二处、三处、四处、五处）
- 对外援助司（办公室、计划财务处、亚洲处、东非处、南太处、西非处、中非处、西亚北非处、拉美处、多边援外处）
- 国外经济合作司（办公室、一处、二处、三处、四处、五处、公司管理处、计划财务处）
- 国际联络司（办公室、一处、二处、三处、四处、五处、六处）
- 交际司（办公室、外宾接待处、翻译处、联络处、护照签证处）
- 行政司（办公室、人事处、党政办、基建处、财务处、疗养院管理处、房屋调配处）
- 外国货款管理司（办公室、一处、二处、三处、四处、五处、综合处）
- 条约法律司（办公室、一处、二处、三处、综合处）
- 技术进出口司（办公室、一处、二处、三处、四处、五处、综合处）
- 外国投资管理司（办公室、项目业务一处、项目业务二处、项目业务三处、项目业务四处、综合处）